# Gabriel Amill
Gabriel Amill (Tarragona, segle XV - segle XVI) fou un orguener tarragoní.
Pertany a una família d'orgueners de Tarragona formada per ell mateix i el seu germà Pere Amill. Ambdós junts van construir un orgue per a l'església major de Valls l'any 1502.